# 모래

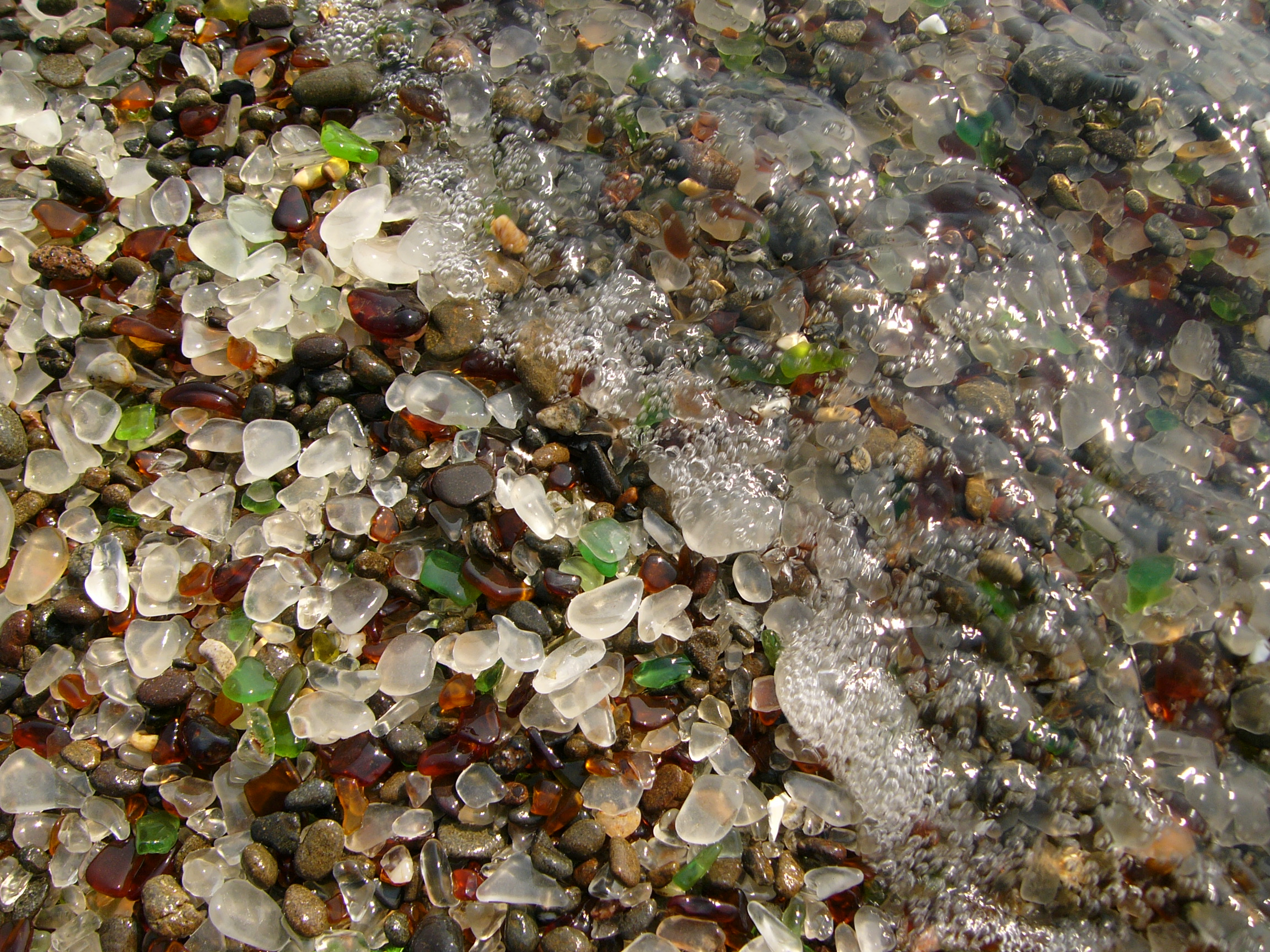
미국, 캘리포니아 유리 해안의 모래를 확대한 장면.

모래는 잘게 부스러진 돌과 광물 입자를 이루는 알갱이이다. 또한 이 용어는 크기에 의해 정의되는데, 자갈보다는 알갱이가 잘고 실트보다는 알갱이가 굵다. 지질학적으로는 모래를 직경 0.0625mm에서 2mm까지의 알갱이로 정의한다. 반면 ISO 14688에서는 직경 0.063mm에서 2mm까지로 정의한다.

## 설명
모래는 미세하게 분할된 광물 입자로 구성된 입상 물질이다. 모래는 다양한 구성을 가지고 있지만 입자 크기에 따라 정의된다. 모래알은 자갈보다 작고 미사보다 거칠다. 모래는 토양이나 토양 유형의 조직적 분류를 나타낼 수도 있다. 즉, 질량 기준으로 모래 크기 입자가 85% 이상 포함된 토양이다.
모래의 구성은 지역 암석 공급원과 조건에 따라 다르지만 내륙 대륙 환경과 비열대 해안 환경에서 가장 흔한 모래 성분은 일반적으로 석영 형태의 실리카(이산화규소 또는 SiO2)이다.
탄산칼슘은 두 번째로 흔한 유형의 모래이다. 예를 들어 아라고나이트는 지난 5억년 동안 산호와 조개류와 같은 다양한 생명체에 의해 주로 생성되었다. 예를 들어, 카리브해와 같이 산호초가 수백만 년 동안 생태계를 지배해 온 지역에서 볼 수 있는 주요 모래 형태이다. 다소 드물게 모래는 미국의 화이트샌즈 국립공원(White Sands National Park)과 솔트 플레인스 국립 야생동물 보호구역(Salt Plains National Wildlife Refuge)과 같은 곳에서 발견되는 석고, 아셀렌산염과 같은 황산칼슘으로 구성될 수 있다.
모래는 인간의 시간에 비해 재생 불가능한 자원이며, 콘크리트 제조에 적합한 모래에 대한 수요가 높다. 사막 모래는 풍부하기는 하지만 콘크리트에는 적합하지 않는다. 매년 500억 톤의 해변 모래와 화석 모래가 건설에 사용된다.

## 한국 속담
- 모래 위에 물 쏟는 격: 소용 없는 일을 한다는 뜻이다.

## 같이 보기
- 사암
- 유사
- 모래 폭풍
- 모래시계
- 사장
- 모래성